# 麟州 (武德)
麟州，中国唐朝时设置的州，又作西麟州。
唐高祖武德元年（618年）改麟游郡设置的麟州，治麟游县（今陕西麟游县西）。下辖麟游县、上宜县（今陕西永寿县店头镇）、普润县（今陕西麟游县西55公里的万家城）、灵台县、鶉觚县（今甘肃省灵台县）。辖境相当今陕西省麟游县、千阳县及甘肃省泾川县南部。唐太宗貞觀元年（627年）废麟州、灵台县。麟游县、普润县属岐州，上宜县属雍州，鶉觚县属泾州。
麟州刺史
- 李高迁（618年）
- 韦云起（621年）
- 房仁裕（武德年间）
- 杜举（武德末年）